# Єфимцево (Калузька область)
Єфимцево (рос. Ефимцево) — село в Ульяновському районі Калузької області Російської Федерації.
Населення становить 114 осіб. Входить до складу муніципального утворення Село Волосово-Дудино.

## Історія
Від 2004 року входить до складу муніципального утворення Село Волосово-Дудино

## Населення
| 2002 | 2010 |
| ---- | ---- |
| 128  | ↘114 |